# Faculté de philosophie et sciences sociales de l'université libre de Bruxelles
 (mars 2022).
Si vous disposez d'ouvrages ou d'articles de référence ou si vous connaissez des sites web de qualité traitant du thème abordé ici, merci de compléter l'article en donnant les références utiles à sa vérifiabilité et en les liant à la section « Notes et références ».
La faculté de philosophie et sciences sociales est une faculté de l'université libre de Bruxelles (ULB), en Belgique. Elle a été créée en 2015 à la suite d'une réorganisation de l'université par réunion des deux départements de la faculté des sciences sociales et politiques et de deux des départements de la faculté de philosophie et lettres.

## Composition
La faculté se compose des départements suivants :
- Philosophie, éthique et sciences des religions et de la laïcité
- Science politique
- Sciences sociales et sciences du travail
- Histoire, arts et archéologie

## Le doyen
- Andrea Rea (2015-2019)
- Valérie Piette (2019- )

## Annexe